# Station Sukodono

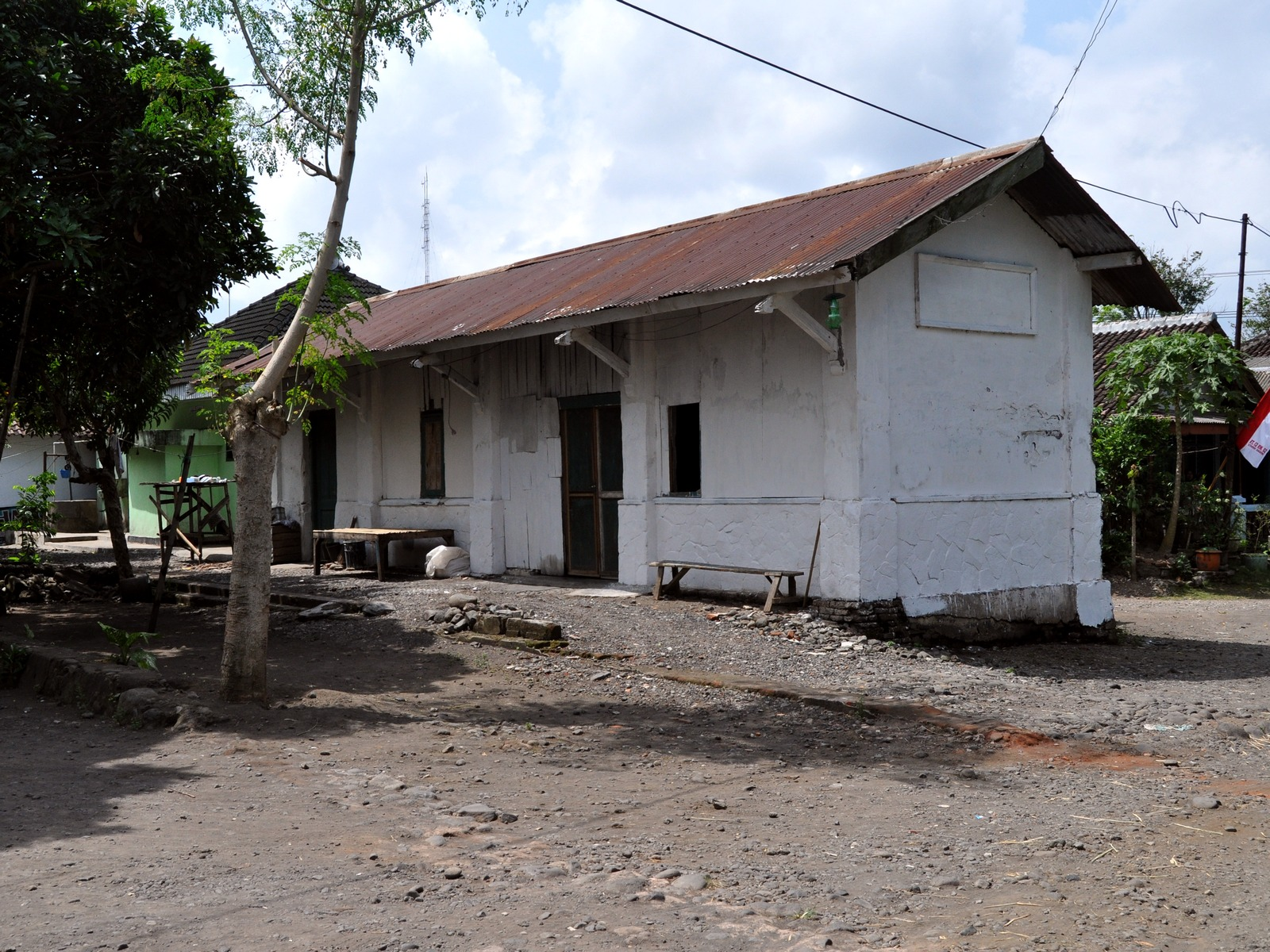
Het voormalige station nu in gebruik als huis (2013).

Sukodono is een voormalig spoorwegstation in de Indonesische provincie Oost-Java.